# Sexteo

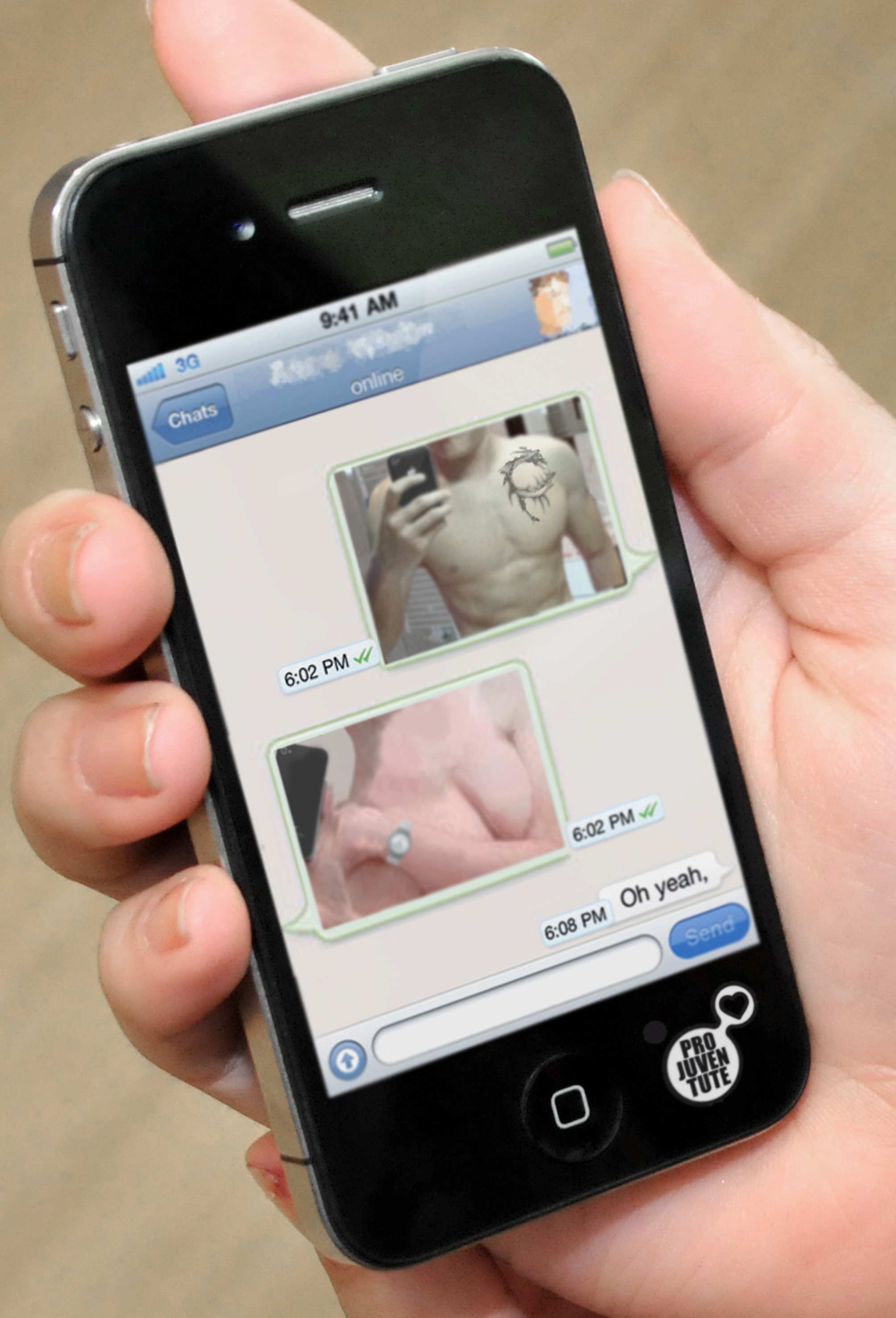
Representación del Sexting.

Sexteo (contracción de sexo y texteo, del inglés sexting) es un término que se refiere al envío de mensajes sexuales, eróticos o pornográficos, por medio de teléfonos móviles. Inicialmente hacía referencia únicamente al envío de SMS de naturaleza sexual, pero después comenzó a aludir también al envío de material pornográfico (fotos y vídeos) a través de móviles inteligentes y ordenadores. 

## Contexto
La primera referencia al sexting data de 2005 del periódico The New York Times, y desde entonces se ha constatado su existencia en diversos lugares del mundo, con mayor incidencia inicial en los países anglosajones: Australia, Nueva Zelanda, los Estados Unidos de América,y Reino Unido.
Una encuesta realizada en 2008 dentro de la campaña estadounidense para la prevención del embarazo entre adolescentes y CosmoGirl.comreveló la rápida extensión de este y otros comportamientos similares en Internet entre los adolescentes. El 22 % de las chicas encuestadas (y el 11 % de las que tenían entre 13 y 16 años) afirmaron haber enviado o publicado electrónicamente fotos suyas desnudas o semidesnudas. El 33 % de los varones y el 25 % de las chicas dijeron que habían recibido este tipo de imágenes privadas. De acuerdo con esta encuesta, los mensajes sexuales eran más comunes que las imágenes, y que un 39 % de los chicos los habían enviado (o publicado en Internet) y el 50 % los habían recibido. Aunque la validez estadística de esta encuesta ha sido puesta en entredichopor haber partido de una muestra autoseleccionada, otras encuestas recientes arrojan cifras similares.
La (ASI) Alianza por la Seguridad en Internet (Internet Security Alliance) estima que, en México, el 8 % de los jóvenes de escuela secundaria enviaron imágenes propias, desnudos o semidesnudos, a conocidos o a extraños a través de un teléfono móvil o de una computadora. La empresa mexicana Mattica coloca a México en primer lugar de envíos de sexting en América Latina. En enero del 2009, una encuesta entre 1.200 adolescentes mostraba que uno de cada cinco había enviado fotos suyas con desnudos explícitos. En otra encuesta realizada en abril de 2009 con 655 chicos estadounidenses, se encontró que el 19 % de los adolescentes habían enviado, recibido o reenviado fotos con desnudos o semidesnudos sexualmente sugerentes, por medio de mensajes de celular o mediante correo electrónico. El 60 % de ellos los habían enviado a su novio o a su novia, pero el 11 % afirmaron haberlos enviado a personas que ni siquiera conocían. El 80 % de quienes practican sexting, según esta encuesta, son menores de 18 años.
El propio Departamento de Justicia del gobierno de los Estados Unidos ha alertado sobre el auge de este fenómeno que, según reconocen, está dando lugar a nuevas formas de delito. Las razones más comunes por las que se utiliza el sexting son: romance, búsqueda de pareja, coqueteo, popularidad, presión por amistades, venganza, intimidación y chantaje, según datos del ConnectSafely.org.

## Factores de riesgo.
Edad y madurez: Los adolescentes son significativamente más vulnerables al sexteo debido a la presión social, la necesidad de aceptación y el desconocimiento sobre las consecuencias. Estudios señalan Estudios reportan tasas de participación en sexting entre el 10 % y el 30 % en jóvenes de 12 a 18 años
Presión social y de pareja: La presión de los pares y la dinámica de poder en las relaciones de pareja son factores claves que motivan al sexteo. En algunos casos, los adolescentes pueden sentirse obligados a participar para evitar conflictos o mantener una relación.
Influencia del entorno digital: La accesibilidad y anonimato de las redes sociales facilitan el sexting, haciendo que los adolescentes subestimen la permanencia de los contenidos compartidos y las posibles repercusiones.

## Implicaciones y estrategias de prevención
Educación digital:  programas escolares enfocados en el uso ético y responsable de la tecnología reducen las tasas de sexteo.
Supervisión parental: establecer un diálogo abierto en hogares sobre los riesgos y la importancia de la privacidad digital fomenta la protección de los jóvenes.
Revisión de políticas legales: desarrollar legislaciones que consideren el contexto y la intencionalidad, especialmente en el caso de los menores.
El sexteo plantea desafíos multidimensionales que requieren un enfoque interdisciplinario para su abordaje, desde la educación hasta la salud mental y las legislaciones

## Aspectos psicológicos y sociológicos
Es que sexting significa, ni más ni menos, exhibicionismo online. Nació de la conjunción de las palabras inglesas sex y texting (sexo y envío de textos) para referirse a una de las principales vías de difusión de imágenes, a través de celulares, y que estas circulan por la Web.
Las tecnologías de la información y la comunicación (TIC) permiten la comunicación mediante imágenes y vídeos, los cuales son intrínsecamente más explícitos y tienen un mayor impacto. El peligro novedoso del sexting es que ese material puede ser difundido de forma muy fácil y amplia, de manera que el remitente inicial pierde totalmente el control sobre la difusión de dichos contenidos.
Informes del Instituto Federal de Acceso a la Información y Protección de Datos (IFAI) en México arrojan que 1 de cada 5 menores de edad cibernautas tienen contacto con un pedófilo, pues la información que generan o visitan en Internet la consideran segura, sin considerar los riesgos que puede generar los datos que les proporcionan a personas desconocidas.
"El pedófilo puede convencer en menos de 15 minutos a un adolescente en desnudarse frente a una cámara web por medio del chat", según Eduardo Zepeda Estrada, (director de servicios on line de Damage Control).
¿Qué puede llevar a un adolescente a enviar una imagen de alto contenido sexual de sí mismo a su pareja o a alguien con quien quiere flirtear usando el internet o celular?
1) Creen ingenuamente que una imagen en un terminal móvil está segura y no son capaces de proyectar, de imaginar, las variadas formas en que esa imagen puede salir del dispositivo. Un robo, un error, una broma, un extravío o la voluntad de su propietario.
2) Confían plenamente en la discreción, si no el amor eterno profesado, por parte del destinatario del envío. Carecen de experiencia vital suficiente que les invite a pensar en que las cosas, en la vida, cambian por muy diversos factores.
3) Sienten cierta presión de grupo que les lleva a ganar notoriedad y aceptación en este contexto, el digital, tan importante para ellos. Este factor, añadido a la plenitud hormonal, puede generar combinaciones poco recomendables.

### Consecuencias:Los riesgos de la exposición
Victimización secundaria: La imágenes o mensajes pueden ser redistribuidos sin consentimiento, exponiendo a la víctima a humillación, bullying o acoso. Esto puede generar efectos psicológicos como depresión, ansiedad, aislamiento social e, incluso autolesiones.
Repercusiones legales: En muchos países, el sexteo que involucra menores de edad puede ser clasificado como pornografía infantil, lo que conlleva severas consecuencias legales. Esto incluye desde cargos criminales hasta la posibilidad de ser incluido en registros de ofensores sexuales, lo cual impacta a largo plazo en la educación, el empleo y las relaciones personales.
Impacto en la vida futura: La distribución de contenidos explícitos puede dañar la reputación  de una persona, afectando su oferta de empleo, admisión universitaria o participación en actividades extracurriculares.
Amenazas Agresivas
A partir del momento en que enviamos la foto o video de contenido sexual perdemos el control sobre ello porque el receptor de la imagen puede difundirla a su antojo. También existen formas involuntarias de que nuestra imagen se difunda a todo el mundo. Generalmente no nos percatamos de que una imagen no solo se puede difundir cuando se la envías a alguien y este la reenvía, sino que también se pueden producir robos, pérdida de móvil o que un tercero acceda a las fotos sin tu consentimiento. 
“Las fotografías o vídeos pueden entrar en el circuito de la pornografía sin darnos cuenta”.
Estas pueden ser fácilmente subidas a la web a través de las redes sociales.
Esto puede causar 
Injuria, Publicación del contenido en la web, Cierre de cuentas en las redes sociales, Sextorsion (extorsionar), Penalidades legales, entre otros. 
Los expertos explican, al enviar contenido mediante internet, este realmente nunca se borrara o anulara en su totalidad porque queda cifrado en los contenidos multimedia en la web. Se ha señalado que el sexting es causante de ciertas consecuencias imprevistas y graves. Se ha relacionado con situaciones tan embarazosas, tras haber sido publicadas como venganza o pasadas fotos a terceros, que han conducido al suicidio del remitente original. Asimismo, ha sido señalada como una actividad que puede exponer a los menores de edad al grooming.[cita requerida]

## Aspectos legales
Dependiendo del entorno jurídico de cada país, el sexting puede derivar en problemas legales (incluso penales) de diversos tipos, incluidos los siguientes:
- producción, posesión y/o distribución de pornografía infantil
- corrupción de menores
- vulneración del derecho al honor y a la propia imagen
- difusión ilícita de datos personales (la imagen es considerada un dato personal)
- acoso
- sextorsión
- afectación psicológica

### Regulación del delito de sexteo: España
El delito de “sexting” fue introducido en el Código Penal por la reforma de la Ley Orgánica 1/2015, de 30 de marzo, art. 197.7, que modifica la Ley Orgánica 10/1995, de 23 de noviembre, del Código Penal.
Dicha reforma representó, en un intento del legislador para adaptarse a nuestros tiempos, en la más profunda efectuada en todo el Código Penal desde su puesta en vigor en 1995. Se modificaron un total de 252 artículos, eliminaron 32 artículos, y revisaron 18 artículos de la LECrim. Se destaca lo anterior para visibilizar de forma breve de qué manera el legislador quiso dar respuesta a través del reproche penal a comportamientos que eran socialmente reprochables, pero que, hasta entonces, dichas conductas no estaban considerados, o al menos, no con la gravedad o diligencias debidas.
Claro ejemplo de ello es lo que nos atiende con la norma penal “sexting” (art. 197.7 CP). Normativa motivada ante una realidad donde las nuevas tecnologías despuntaron con una fuerte repercusión social, dado que las escasas e insuficientes limitaciones que pudiere haber antes del “boom tecnológico” del siglo XXI en el código se empezaron a difuminar ante una nueva dimensión de: una sociedad donde casi todo el mundo tiene un móvil; una de cada vez más social e imbuida en redes sociales; nuevas formas de cometer delitos; mayor comprensión de las tecnologías, etc. Todo ello constató que con la introducción de las nuevas tecnologías existía un “vacío punitivo” sobre los “nuevos comportamientos” que “recién” habían aparecido en las orillas de la sociedad a través del oleaje tecnológico. He aquí donde la Ley Orgánica 1/2015, de 30 de marzo, da una respuesta legal y penal a nuevas conductas relacionadas con el ámbito de las nuevas tecnologías.
Una vez introducido lo anterior, y ya por el lado más jurídico, el art. 197. 7 CP es un delito mixto alternativo,en el sentido de que realizado cualquiera de los siguientes verbos recogidos en la conducta típica “difundir, revelar o ceder” de imágenes o grabaciones audiovisuales, sin el consentimiento de la persona, y que menoscabe su intimidad personal, será constitutivo de consumar la acción típica. Cabe aclarar que, aunque la víctima consintiera en primer lugar la grabación o ser fotografiada para como resultado de crear dicho contenido, esto es totalmente independiente de cualquier otra acción, por ende, esta nunca consintió su posterior difusión. Es un elemento, que, aunque parezca de simple, es digno de remarcar para evitar mayor victimización de la necesaria.
Al ser un delito especial propio, es importante señalar que el sujeto activo del art. 197.7 CP es el autor a la que se le transmitió voluntariamente el contenido, y sin aprobación del remitente, rompiera su confianza difundiéndolo a terceras personas, independientemente de que sea una o varias. También, es relevante destacar que cualquier delito recogido en el art. 197 tiene responsabilidad jurídica.
Dando cierre al apartado, es importante remarcar la STS 70/2020, de 24 de febrero,pues establece que no es imperante el carácter sexual en la difusión de imágenes para la identificación de la conducta típica del delito, aunque este fuere el caso más abundante. Es decir, aunque el ámbito sexual sea una gran manifestación de la esfera íntima, esta ni es la única ni acapara todas las demás manifestaciones (p. ej. situación de salud y/o enfermedad, económica, etc.).
Bien jurídico protegido
Es el derecho a la intimidad, protegido en el artículo 18.1 de la Constitución española, que garantiza el derecho al honor, a la intimidad personal y familiar, y a la propia imagen de la persona. Dado la importancia que confiere un bien jurídico, se considera pertinente exponer, a través de sentencias del Tribunal Supremo, el máximo órgano dentro del poder judicial y, el Tribunal Constitucional, que aun estando fuera del poder judicial, tiene su propia categoría donde es el máximo representante de ella. Todo ello viene a significar que son los dos órganos más relevantes para dar determinar la doctrina y/o comprensión jurídica de los anteriores derechos citados.
En primer lugar, el derecho al honor “protege frente a atentados en la reputación personal, entendida como la apreciación que los demás puedan tener de una persona, independientemente de sus deseos” (STC 14/2003, de 28 de enero),a la vez que impide “la difusión de expresiones o mensajes insultantes, insidias infamantes o vejaciones que provoquen objetivamente el descrédito de aquella” (STC 216/2006, de 3 de julio). En segundo lugar, los derechos a la intimidad personal y a la propia imagen son según la STS 379/2018, 23 de julio “los bienes de la personalidad que pertenecen a la vida privada”. En tercer y último lugar, el derecho a la propia imagen, entendido como “la facultad exclusiva del interesado a difundir o publicar su propia imagen y por ende su derecho a evitar su reproducción” (STS 437/2011, de 29 de junio).
Ampliación del núcleo de la conducta publica por parte de la Ley Orgánica 10/2022
Es determinante mencionar la Ley Orgánica 10/2022, de 6 de septiembre, de garantía integral de la libertad sexualcomo una ley que ha impulsado, a través de su reforma legislativa, de nuevas y mejoradas prevenciones en las violencias sexuales y garantizar los derechos de la víctima, todo ello a través de la creación de tanto nuevos como de reformados artículos al Código Penal. Entre ellos, se encuentra una ampliación al núcleo de la conducta punible del art. 197.7 CP, con la inclusión de un segundo párrafo.
La reforma incluye entonces, en una versión de tipo atenuado, como delito leve a las personas que reciban grabaciones audiovisuales o imágenes de otras personas que las obtuvo con el consentimiento de la persona, y continúen con la cadena de difusión, las cedan o las reenvíen sin la anuencia de la persona.
Cabe entender el delito leve como un hecho ilícito que por una/s característica/s no reviste de la gravedad necesaria para constituirse como delito menos grave o grave. Además, será leve cuando se encuentre castigado por una pena leve (art. 33.4 CP).

### Estados Unidos
En 2009, algunos estados estadounidenses comenzaron a realizar modificaciones legales para evitar que cualquier adolescente implicado en casos de sexteo fuese acusado de producir o distribuir pornografía infantil o incluso para legalizar el envío consentido de este tipo de imágenes entre mayores de 13 años.
En México, no se han realizado estudios profundos sobre este tema como en otros países. Sin embargo, las cifras obtenidas por la policía cibernética de la Procuraduría General de Justicia del Distrito Federal, arrojó que el 75 % de las imágenes de tipo sexteo corresponden a mujeres. La Cámara de Diputados de este país aprobó, con la obtención de 440 votos, las reformas propuestas por los diputados Ricardo Mejía Berdeja y Ricardo Monreal Ávila, para proteger a niños y adolescentes de las diversas modalidades de violencia física, violencia psicológica o violencia emocional, incluidas las que se difunden en los medios electrónicos, conocidas con los nombres de ciberacoso y sexteo, surgidas a raíz del uso de la telefonía móvil e Internet. Se hicieron modificaciones al artículo 32, con la adición del inciso d) a la Ley para la Protección de los Derechos de Niñas, Niños y Adolescentes, a fin de que se impulse la enseñanza y el respeto de los derechos humanos, en especial la no discriminación y la convivencia sin violencia.

### Casos reales / jurídicos
En el 2007, 32 adolescentes de Victoria, Australia, fueron denunciados a causa de actividades de sexting. En enero del 2009 se imputaron cargos de pornografía infantil a seis adolescentes en Greensburg, Pensilvania, después de que tres chicas enviaron fotos sexuales a tres compañeros de su escuela. En Florida, un chico de 19 años permanecerá inscrito en el registro de delincuentes sexuales del estado hasta que tenga 43, por haber reenviado una foto de su exnovia desnuda a varias decenas de personas.
Caso de Emma Jones
Tenía 24 años, era inglesa y trabajaba en una escuela primaria de Abu Dabi. Luego de terminar con su novio, él publicó en su Facebook fotos en las que Emma aparecía desnuda. Según la madre de la joven, se suicidó después de que sus compañeros de trabajo la comenzaran a llamar prostituta. Además, tenía temor de que la arrestaran.

## Celebridades afectadas
Entre los personajes públicos que se han visto afectados por practicar sexteo se encuentran las cantantes y actrices Vanessa Hudgens, Miley Cyrus, Rihanna, Hayley Williams, Cassie Ventura, el cantante Chris Brown,el actor Chris Evans y el deportista Brett Favre.